# Португалія на літніх Олімпійських іграх 1980
Португалія брала участь у Літніх Олімпійських іграх 1980 року у Москві (СРСР) уп'ятнадцяте за свою історію, але не завоювала жодної медалі. Незважаючи на бойкот олімпіади деякими країнами, Олімпійський комітет Португалії, без фінансової підтримки з боку уряду, делегував 11 олімпійців у шести видах спорту, дебютуючи у боксі. Збірна країни на відкритті і закритті ігор йшла під олімпійським прапором.